# The Indiscretions of Betty
The Indiscretions of Betty ist ein US-amerikanischer Kurz-Stummfilm von Vitagraph aus dem Jahr 1910.

## Handlung
Ehefrau Betty versucht, Teil der feinen Gesellschaft zu sein und macht immer wieder Schulden. Ihr Ehemann weist sie zwar zurecht, übernimmt die aufgehäuften Kosten jedoch ein ums andere Mal. Eines Tages wird Betty durch eine Freundin einem österreichischen Grafen vorgestellt, der sie zu einem Treffen der feinen Gesellschaft einlädt. Zunächst lehnt sie ab, da sie kein passendes Kleid hat. Ihre Freundin überzeugt sie, zu einer Schneiderin zu gehen, die ihr ein Kleid schneidern kann und bei der sie ein Gebührenkonto zur Bezahlung anlegen kann. Betty bestellt sich ein teures Kleid und ist der Blickfang auf der Gesellschaft; auch der Graf findet Gefallen an ihr.
Kurze Zeit später bestehen die Geldeintreiber auf der Bezahlung der Rechnung für das Kleid, doch hat Betty kein Geld und ihr Mann weiß nichts von dem Kauf. Der Graf wartet ihr auf und Betty vertraut ihm ihre finanziellen Sorgen an. Er bietet ihr an, die ausstehenden Kosten zu bezahlen und sie nimmt das Angebot an. Der Graf nimmt sich nun zunehmend Freiheiten ihr gegenüber heraus und sucht sie auf, als er weiß, dass sie allein ist. Als er zudringlich wird, schreit sie um Hilfe und alarmiert so ihren Ehemann, der den Grafen aus dem Haus vertreibt. Betty beichtet ihrem Mann den Kauf und der zahlt den Grafen aus und vergibt seiner Frau.

## Produktion
Das Filmdrama war 948 Fuß (2 Reels) lang und wurde am 29. März 1910 veröffentlicht. In Werbeanzeigen für den Film fanden sich Schlagzeilen wie „An entrancing Society Drama. – She lived beyond her means but escapes the fatal step.“ sowie „The ladies will go wild over this one“. Innerhalb der Vitagraph-Filme gehörte The Indiscretions of Betty zur Reihe Life Portrayals.
The Indiscretions of Betty gilt als erster Film von Mabel Normand, die eine kleine Nebenrolle übernahm. D.W. Griffith hatte Normand zuvor empfohlen, sich bei Vitagraph in Brooklyn als Schauspielerin zu bewerben. Ob Normand im Film wirklich auftritt, ist nicht endgültig gesichert. Betty Fussell listete als erste Filme Normands bei Vitagraph The Indiscretions of Betty und Over the Garden Wall; 1910 erschien zudem bei Biograph der Kurzfilm Wilful Peggy unter der Regie von D.W. Griffith. Fussell wiederum hatte den Film nie gesehen, sondern bezog ihre Information aus der Publikation Vitagraph Co. of America. Il Cinema Prima di Hollywood, die 1987 erschienen war. Andere Forscher sagen, dass der Film möglicherweise falsch Mabel Normands Filmografie zugeschrieben wurde („has been attributed – probably wrongly – to being one of Mabel’s films“). Der Status des Films – erhalten oder verschollen – ist unklar.

## Kritik
The Billboard nannte The Indiscretions of Betty die „bekannte Geschichte einer Frau, die über ihre Verhältnisse lebt“ („The familiar story of a woman living beyond her means“). Die Geschichte sei „beautifully and impressively told in this picture“, urteilte Moving Picture World. Auch der New York Dramatic Mirror lobte den Film, dessen Thema zwar schon oft behandelt worden sei, das in dem Film jedoch in eine neue Filmsprache gekleidet sei und „so feelingly presented“ werde „that it wins a warm welcome“, auch wenn das Ende hätte dramatischer gestaltet werden können.
Andere Kritiker hoben den moralischen Aspekt der Handlung hervor, so sei die Geschichte „anschaulich erzählt“ („graphically told“) und eine Geschichte, die „zu alltäglich sei, um angenehm zu sein“: „… sie wird so dramatisch erzählt, dass sie mehr als nur beeindruckend wirkt […] Dieser Film enthält zahlreiche Lehren, ohne dass er versucht, sie zu verbergen. Vielleicht wirken sie sich positiv auf andere Frauen aus, die möglicherweise in die gleiche Versuchung geraten.“ („… it is told in such a dramatic way that it becomes more than ordinarily impressive […] There are numerous lessons in this picture, nor is there any attempt to conceal them. Perhaps they will exert a beneficial influence upon other women who may be falling into the same kind at temptation.“).